# Hydra salmacidis
Hydra salmacidis är en nässeldjursart som beskrevs av Lang da Silveira, Souza-Gomes och de Souza e Silva 1997. Hydra salmacidis ingår i släktet Hydra och familjen Hydridae. Inga underarter finns listade i Catalogue of Life.